# Bagrat V av Georgien
Bagrat V av Georgien, död 1393, var en georgisk monark. Han var kung i kungariket Georgien mellan 1360 och 1393.